# Tratado de Salynas

Mapa dos Cavaleiros Teutônicos c. 1455 – Samogitia (em rosa) separou os Cavaleiros Teutônicos na Prússia da Ordem da Livônia no norte. Para a Lituânia (na Borgonha) era o único acesso ao Mar Báltico.

O Tratado de Salynas (em alemão: Frieden von Sallinwerder, lituano: Salyno sutartis) foi um tratado de paz assinado em 12 de outubro de 1398 por Vytautas, o Grande, o Grão-Duque da Lituânia, e Konrad von Jungingen, o Grão-Mestre dos Cavaleiros Teutônicos. Foi assinado em uma ilhota do rio Neman, provavelmente entre Kulautuva e a foz do rio Nevėžis. Foi a terceira vez, após o Tratado de Königsberg (1384) e o Tratado de Lyck (1390), que Vytautas prometeu Samogitia aos Cavaleiros. O território era importante para os Cavaleiros, pois separava fisicamente os Cavaleiros Teutônicos na Prússia de seu ramo na Livônia. Foi a primeira vez que os Cavaleiros e Vytautas tentaram impor a cessão da Samogícia.  No entanto, não resolveu as disputas territoriais sobre a Samogícia e elas se arrastaram até o em 1422.